# 1724 Владімір
1724 Владімір (1724 Vladimir) — астероїд головного поясу, відкритий 28 лютого 1932 року.
Тіссеранів параметр щодо Юпітера — 3,328.